# Madona (novads)
Pour les articles homonymes, voir Madona (homonymie).
Madona est un novads de Lettonie, situé dans la région de Vidzeme. Son centre administratif est la ville de Madona. En 2013, sa population est de 26 953 habitants.

## Histoire
Ce territoire du temps de la Confédération livonienne appartenait à l'Archidiocèse médiéval de Riga. Sous l'Empire russe, situé dans la partie sud-est du gouvernement de Livonie il s'est retrouvé dans la région qu'on surnommait Maliena en letton, appellation qui se rapporte au dialecte parlé par la majorité de la population de cet endroit (augšzemnieku dialekts). En 1926, on y a créé l'arrondissement de Madona qui incluait également une grande partie de l'actuelle municipalité de Gulbene. En 1950, on l'a renommé en district de Madona. Le novads actuel est créé en tant qu'unité administrative le 1er juillet 2009, après la suppression du système de districts en Lettonie.

## Patrimoine naturel

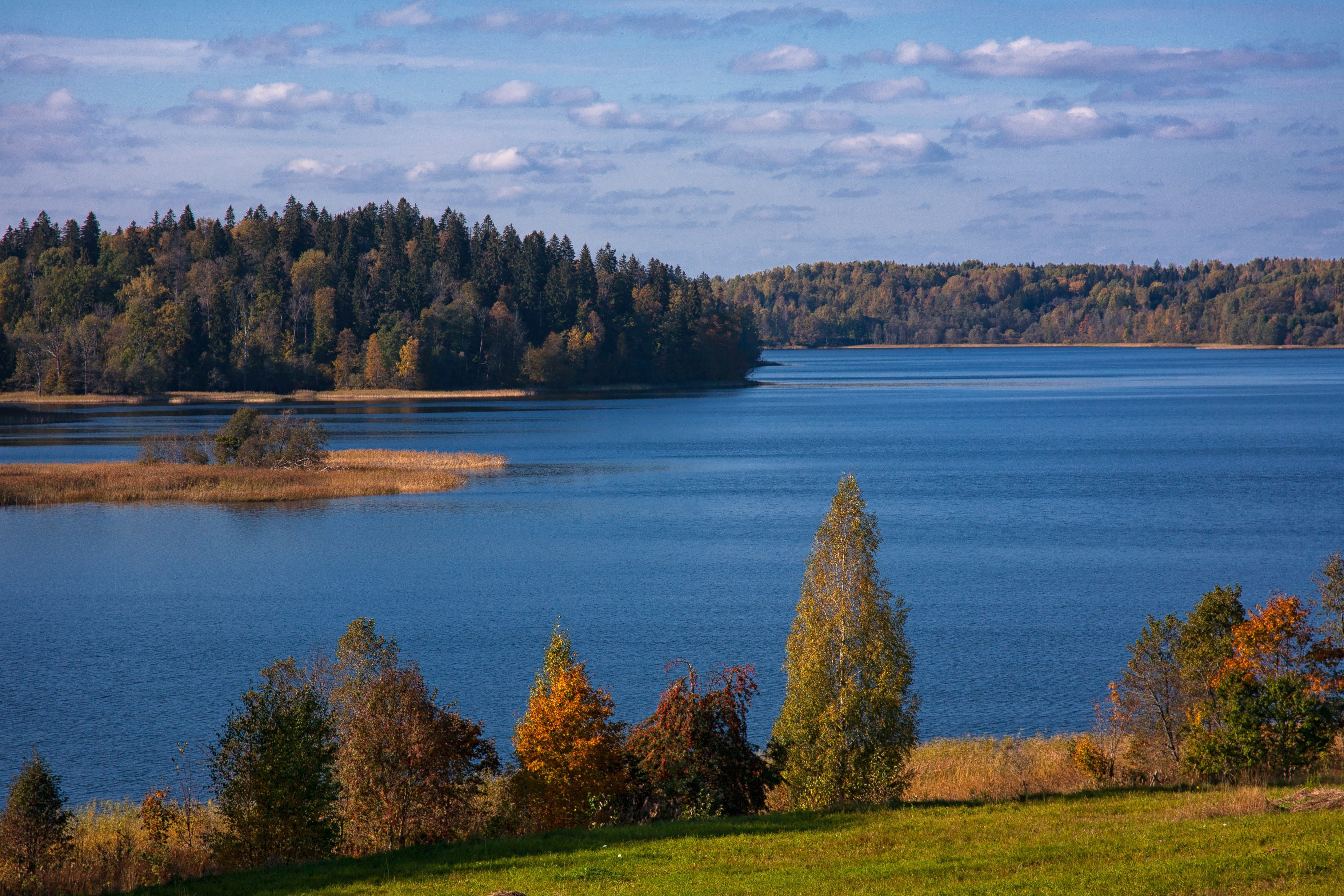
Le lac Kālezers à Madona. Mai 2018.

La commune accueille un arboretum de 143 hectares qui, avec 2 500 variétés, est le plus grand arboretum de l'est du pays et l'un des plus importants de Lettonie, donc des Pays Baltes. Il se situe dans la paroisse de Kalsnava.
Dans le novads de Madona, se trouve le point culminant de Lettonie appelé le Gaiziņkalns (également Gaizins), qui atteint une altitude de 312 mètres.